# Acleistorhinus
Acleistorhinus is een geslacht van uitgestorven parareptielen, bekend uit het Vroeg-Perm (Midden-Kungurien) van Oklahoma. Het is opmerkelijk omdat het het vroegst bekende anapside reptiel is dat tot nu toe is ontdekt. De morfologie van de lagere onderste slaapvensters van de schedel van Acleistorhinus vertoont een oppervlakkige gelijkenis met die gezien bij vroege synapsiden, een resultaat van convergente evolutie. Er is slechts als enige soort Acleistorhinus pteroticus bekend en deze is ingedeeld in de familie Acleistorhinidae, samen met Colobomycter (ook uit het Vroeg-Perm van Oklahoma).

## Etymologie
Acleistorhinus werd voor het eerst ontdekt en benoemd in 1969 door Eleanor Daly in de Hennessey-formatie van South Grandfield, Tillman County, Oklahoma. De naam Acleistorhinus combineert het Griekse rhin (ῥῑ́ν), wat 'neus' betekent, en akleistos, Grieks voor 'niet gesloten'.

## Ontdekking
Acleistorhinus werd ontdekt door Daly in 1969, in de afzettingen van de Hennessey-formatie uit het Vroeg-Perm, de vindplaats van South Grandfield in het zuidwesten van Oklahoma. De Hennessey-formatie wordt verondersteld gelijktijdig te zijn met de Richards Spur-vindplaats in de buurt van Fort Sill, Oklahoma, omdat ze allebei een gemengde fauna hebben, die over het algemeen ongearticuleerd en onvolledig is. Daarnaast zijn er van allerlei taxa meer dan tweehonderd schedels en vijfhonderd specimina verzameld in South Grandfield, maar er is slechts één exemplaar van Acleistorhinus bekend, het holotype UR 1038, een schedel. Het is zeer waarschijnlijk dat dit taxon grillig is en normaal gesproken niet zou worden bewaard in de afzettingsomgeving die kenmerkend is voor een groot deel van het Vroeg-Perm van Noord-Amerika.
De ontdekking van Acleistorhinus was verreikend omdat tot op heden alleen van synapsiden en diapsiden hun vroegst bekende leden naar Noord-Amerika konden worden getraceerd. Nu kunnen parareptielen hun vroegste record van hetzelfde continent traceren. Het is zeer waarschijnlijk dat alle drie de belangrijkste amniote claden Diapsida, Synapsida en Parareptilia allemaal vroeg afsplitsten tijdens de evolutionaire verspreiding die een groot deel van het Vroeg-Perm kenmerkt.

## Beschrijving en paleobiologie

### Schedel
Hoewel de totale lichaamslengte onbekend is, is een Acleistorhinus-schedel ongeveer 3,5 centimeter lang. Vanaf de bovenzijde lijkt de Acleistorhinus-schedel een driehoekige omtrek te hebben. Het oppervlak van de schedel is over het algemeen glad met een paar kleine, ondiepe cirkelvormige putjes. Aan de voorkant is de snuit zacht afgerond. De elliptische externe neusgaten worden elk begrensd door het bovenkaaksbeen. Het tanddragende gedeelte van de premaxilla lijkt aan de punt enigszins naar beneden te zijn gericht. Elke premaxilla bezit tandkassen voor vier tanden. Het bovenkaaksbeen heeft een opgaande tak direct achter het neusgat en vormt de gehele achterste rand van deze opening. Deze configuratie lijkt op die van de procolophoniden, schildpadden en neodiapsiden en resulteert in de uitsluiting van het traanbeen van de achterste rand van de neusgaten. Iets meer dan een derde van de totale lengte van de schedel wordt beslagen door het voorhoofdsbeen. Het wordt naar voren vernauwd door de prefrontalia, maar is verder verbreed boven de oogkassen. Over het algemeen was bij vroege amnioten het grootste element van de occiput, het achterhoofd, het supraoccipitale. Bij Acleistorhinus is het supraoccipitale nogal plaatvormig. De vermindering van de totale grootte van het supraoccipitale staat de ontwikkeling van grote fenestrae posttemporales toe, een kenmerk van de Reptilia.

### Gebit
Het marginale gebit bestaat uit conische tanden die enigszins zijn teruggebogen. Er zijn geen duidelijke hoektanden, hoewel de tweede tand van het bovenkaaksbeen iets groter is dan de rest. Het tanddragend deel van het bovenkaaksbeen strekt zich naar achteren uit tot onder de oogkas. Alle premaxillaire tanden lijken ongeveer even groot te zijn, en merkbaar kleiner dan die op de bovenkaak. De maxillae of bovenkaaksbeenderen hebben bij het beschadigde fossiel respectievelijk elf en dertien maxillaire tanden aan de rechter- en linkerkant; er is ruimte voor minimaal zeventien tanden per element. Kleinere tanden zijn aanwezig op het verhemelte langs het hellende oppervlak van de dwarsplaat van het pterygoïde, voor de grote rij tanden. Op de parasphenoïde plaat lopen twee afzonderlijke gepaarde rijen tanden naar achteren uit elkaar. De meest laterale rijen zitten op een richel die over de lengte van het hoofdlichaam van de parasphenoïde loopt. Naar voren zijn ook tandrijen zichtbaar, maar lijken te eindigen op hetzelfde niveau als de tanden op de dwarsplaat van de pterygoïde.

### Habitat en voeding
Het Vroeg-Perm wordt gekenmerkt door diversificatie van landplanten, waarbij insecten snel evolueerden terwijl ze de planten volgden naar nieuwe habitats. Acleistorhinus wordt algemeen beschouwd als een insecteneter omdat zijn tanden talrijk, klein en puntig zijn. De achterkant van de schedel is breed waardoor de oogkassen naar voren worden geroteerd. Dit zou een mate van binoculair zicht hebben geboden, wat Acleistorhinus, een landbewonende insecteneter, dieptewaarneming zou hebben gegeven die nodig is voor het jagen op snel bewegende objecten.

## Classificatie en soorten
Het geslacht Acleistorhinus behoort tot de taxon Parareptilia samen met Millerettidae, Lanthanosuchidae voor wie het een zustertaxa is, Macroleter en Procolophonia. Op dit moment is er slechts de enige benoemde soort Acleistorhinus pteroticus.
Een recent onderzoek, fylogenetische analyse, van Acleistorhinus geeft aan dat deze amnioot uit het Vroeg-Perm van Noord-Amerika, het oudst bekende lid van Parareptilia, een zustertaxon is van de Russische Lanchanosuchidae. Bovendien ondersteunen de resultaten de hypothese van Laurin en Reisz (1995) dat Parareptilia een monofyletische groep is, terwijl ze verschillen in het aantal synapomorfieën die de clade kenmerken. De erkenning van Acleistorhinus en lanthanosuchiden als zustertaxa levert nieuw bewijs voor de hypothese dat parareptielen een kosmopolitische verspreiding hadden tijdens het Paleozoïcum. Deze zustergroepverwantschap wordt ondersteund door twaalf synapomorfieën. Bovendien, wanneer wordt erkend dat Acleistorhinus, lanthanosuchiden en Macroleter nesten binnen Parareptilia, wordt het door de topologie (specifieke onderlinge verwantschappen binnen) van Amniota duidelijk dat Parareptilia een monofyletisch taxon is.
Gebruikmakend van het principe van minimale divergentietijd, zoals behandeld door Norell (1992) en Westfalen (1993), moet het vroegste parareptiel zo oud zijn als minstens het Westfalien van het Vroeg-Carboon. Dit suggereert dat de alle belangrijke amniote claden Diapsida, Synapsida en Parareptilia allemaal vroeg in de evolutionaire radiatie van amnioten afsplitsten. Parareptielen zijn op zijn minst meer divers en bezitten een rijker fossielenbestand dan voor de ontdekking van Acleistorhinus werd aangenomen.
|  | †Acleistorhinus   |
|  |                   |
|  | †Lanthanosuchidae |
|  |                   |

|  | †Macroleter    |
|  |                |
|  | †Procolophonia |
|  |                |

|  | †Acleistorhinus   |
|  |                   |
|  | †Lanthanosuchidae |
|  |                   |

|  | †Macroleter    |
|  |                |
|  | †Procolophonia |
|  |                |

|  | †Acleistorhinus   |
|  |                   |
|  | †Lanthanosuchidae |
|  |                   |

|  | †Macroleter    |
|  |                |
|  | †Procolophonia |
|  |                |

|  | †Acleistorhinus   |
|  |                   |
|  | †Lanthanosuchidae |
|  |                   |

|  | †Macroleter    |
|  |                |
|  | †Procolophonia |
|  |                |